# Contre-la-montre féminin des juniors aux championnats du monde de cyclisme sur route 2013
Navigation
Fauquemont 2012 Ponferrada 2014
Le contre-la-montre féminin des juniors aux championnats du monde de cyclisme sur route 2013 a eu lieu le 23 septembre 2013 dans la région de la Toscane, en Italie.
Le parcours de la course est tracé sur 16,19 km dans Florence où l'arrivée est jugée sur le Nelson Mandela Forum.

## Système de sélection
L'épreuve est réservée aux coureuses nées en 1995 et 1996. Toutes les fédérations nationales peuvent engager 2 coureuses au départ de la course.
En plus de cela, les championnes continentales suivantes peuvent être inscrites en plus du nombre de partantes que les fédérations nationales de ces championnes peuvent entrer dans le cadre du règlement de qualification ci-dessus :
| Titre                    | Nom                         |
| ------------------------ | --------------------------- |
| Championne des Amériques | Jessenia Meneses (Colombie) |
| Championne d'Asie        | Yao Pang (Hong Kong)        |
| Championne d'Europe      | Séverine Eraud (France)     |
| Championne d'Océanie     | Emily McRedmond (Australie) |

## Classement
|                           | Coureur                 | Pays             |    | Temps          |
| ------------------------- | ----------------------- | ---------------- | -- | -------------- |
| Médaille d'or, monde      | Séverine Eraud          | France           | en | 22 min 42 s 63 |
| Médaille d'argent, monde  | Alexandria Nicholls     | Australie        | +  | 2 s 69         |
| Médaille de bronze, monde | Alexandra Manly         | Australie        |    | 8 s 17         |
| 4                         | Zavinta Titenyte        | Lituanie         |    | 11 s 49        |
| 5                         | Anastasiia Iakovenko    | Russie           |    | 13 s 05        |
| 6                         | Demi de Jong            | Pays-Bas         |    | 14 s 11        |
| 7                         | Kelly Catlin            | États-Unis       |    | 20 s 72        |
| 8                         | Floortje Mackaij        | Pays-Bas         |    | 21 s 04        |
| 9                         | Kinley Gibson           | Canada           |    | 22 s 81        |
| 10                        | Luisa Kattinger         | Allemagne        |    | 23 s 47        |
| 11                        | Olena Demydova          | Ukraine          |    | 23 s 73        |
| 12                        | Cecilie Uttrup Ludwig   | Danemark         |    | 28 s 52        |
| 13                        | Heidi Dalton            | Afrique du Sud   |    | 30 s 36        |
| 14                        | Hélène Gérard           | France           |    | 31 s 91        |
| 15                        | Devon Hiley             | Nouvelle-Zélande |    | 32 s 78        |
| 16                        | Anastasiia Pliaskina    | Russie           |    | 38 s 47        |
| 17                        | Francesca Pattaro       | Italie           |    | 41 s 71        |
| 18                        | Katsiaryna Piatrouskaya | Biélorussie      |    | 44 s 73        |
| 19                        | Agata Drozdek           | Pologne          |    | 46 s 62        |
| 20                        | Manon Bourdiaux         | France           |    | 47 s 45        |
| 21                        | Hannah Swan             | États-Unis       |    | 49 s 08        |
| 22                        | Yao Pang                | Hong Kong        |    | 49 s 61        |
| 23                        | Anna Knauer             | Allemagne        |    | 50 s 37        |
| 24                        | Julia Karlsson          | Suède            |    | 51 s 09        |
| 25                        | Kaat Van Der Meulen     | Belgique         |    | 51 s 82        |
| 26                        | Lotte Kopecky           | Belgique         |    | 54 s 04        |
| 27                        | Rasa Pocytė             | Lituanie         |    | 55 s 12        |
| 28                        | Bogumila Dziuba         | Pologne          |    | 55 s 90        |
| 29                        | Amalie Dideriksen       | Danemark         |    | 59 s 35        |
| 30                        | Solveig Edøy            | Norvège          |    | 1 min 0 s 43   |
| 31                        | Jessica Parra Rojas     | Colombie         |    | 1 min 1 s 32   |
| 32                        | Emily McRedmond         | Australie        |    | 1 min 7 s 21   |
| 33                        | Polina Yurieva          | Ukraine          |    | 1 min 8 s 25   |
| 34                        | Eliška Drahotová        | Tchéquie         |    | 1 min 15 s 32  |
| 35                        | Tereza Medvedová        | Slovaquie        |    | 1 min 16 s 68  |
| 36                        | Kiyoka Sakaguchi        | Japon            |    | 1 min 23 s 88  |
| 37                        | Jessenia Meneses        | Colombie         |    | 1 min 25 s 70  |
| 38                        | Maddi Campbell          | Nouvelle-Zélande |    | 1 min 29 s 35  |
| 39                        | Michela Maltese         | Italie           |    | 1 min 30 s 24  |
| 40                        | Natasha Jaworski        | Argentine        |    | 1 min 35 s 27  |
| 41                        | Razan Soboh             | Jordanie         |    | 1 min 55 s 61  |
| 42                        | Jaruwan Somrat          | Thaïlande        |    | 2 min 4 s 39   |
| 43                        | Ksenia Tuhai            | Biélorussie      |    | 2 min 5 s 46   |
| 44                        | Frida Mendoza           | Mexique          |    | 2 min 7 s 34   |
| 45                        | Alicia González Blanco  | Espagne          |    | 2 min 12 s 74  |
| 46                        | Kajsa Persson           | Suède            |    | 2 min 17 s 43  |
| 47                        | Alba Teruel             | Espagne          |    | 2 min 25 s 60  |
| -                         | Anežka Drahotová        | Tchéquie         |    | non-partante   |